# Đại học Hồng Kông
Đại học Hồng Kông (The University of Hong Kong, HKU) là một trường đại học nghiên cứu công lập ở Hồng Kông. Được thành lập vào năm 1911, nguồn gốc của nó bắt nguồn từ Đại học Y khoa Hồng Kông dành cho người Trung Quốc, được thành lập vào năm 1887. Đây là tổ chức đại học lâu đời nhất ở Hồng Kông. HKU cũng là trường đại học đầu tiên được thành lập bởi Đế quốc Anh ở Đông Á.
HKU là một trong những trường đại học tốt nhất ở Hồng Kông và Châu Á. Tính đến năm 2019, HKU đứng thứ hai ở châu Á theo QS và thứ tư theo THE, và khoảng 30 quốc tế hàng đầu. Nó thường được coi là một trong những trường đại học quốc tế nhất trên thế giới cũng như là một trong những trường đại học uy tín nhất ở châu Á. Ngày nay, HKU có mười khoa học thuật với tiếng Anh là ngôn ngữ giảng dạy chính. HKU cũng được xếp hạng cao về khoa học, nha khoa, y sinh, giáo dục, nhân văn, luật, kinh tế, quản trị kinh doanh, ngôn ngữ học, khoa học chính trị, và các ngành khoa học xã hội.
Đại học Hồng Kông cũng là nhóm đầu tiên trên thế giới phân lập thành công coronavirus, tác nhân gây bệnh SARS.